# MLB All-Star Game 1941
MLB All-Star Game 1941 – 9. Mecz Gwiazd ligi MLB, który rozegrano 8 lipca 1941 roku na stadionie Briggs Park w Detroit. Mecz zakończył się zwycięstwem American League All-Stars 7–5. Spotkanie obejrzało 54 674 widzów.
O wygranej drużyny gwiazd American League zdecydował trzypunktowy home run zdobyty przez Teda Williamsa w drugiej połowie dziewiątej zmiany przy stanie 4–5 dla National League All-Stars.

## Wyjściowe składy
| National League | National League | National League | National League | American League | American League | American League | American League |
| #               | Zawodnik        | Klub            | Pozycja         | #               | Zawodnik        | Klub            | Pozycja         |
| --------------- | --------------- | --------------- | --------------- | --------------- | --------------- | --------------- | --------------- |
| 1               | Stan Hack       | Cubs            | 3B              | 1               | Bobby Doerr     | Red Sox         | 2B              |
| 2               | Terry Moore     | Cardinals       | LF              | 2               | Cecil Travis    | Senators        | 3B              |
| 3               | Pete Reiser     | Dodgers         | CF              | 3               | Joe DiMaggio    | Yankees         | CF              |
| 4               | Johnny Mize     | Cardinals       | 1B              | 4               | Ted Williams    | Red Sox         | LF              |
| 5               | Bill Nicholson  | Cubs            | RF              | 5               | Jeff Heath      | Indians         | CF              |
| 6               | Arky Vaughan    | Pirates         | SS              | 6               | Joe Cronin      | Red Sox         | SS              |
| 7               | Lonny Frey      | Reds            | 2B              | 7               | Rudy York       | Tigers          | 1B              |
| 8               | Mickey Owen     | Dodgers         | C               | 8               | Bill Dickey     | Yankees         | C               |
| 9               | Whit Wyatt      | Dodgers         | P               | 9               | Bob Feller      | Indians         | P               |

| National League                                                                                     | 0 | 0 | 0 | 0 | 0 | 1 | 2 | 2 | 0 | 5 | 10 | 2 |
| American League                                                                                     | 0 | 0 | 0 | 1 | 0 | 1 | 0 | 1 | 4 | 7 | 11 | 3 |
| WP: Eddie Smith (1–0) LP: Claude Passeau (0–1) Home runy: AL: Ted Williams (1) NL: Arky Vaughan (2) |   |   |   |   |   |   |   |   |   |   |    |   |

## Składy
| Miotacze - Bob Feller (4) - Al Benton (1) - Sid Hudson (1) - Thornton Lee (1) - Red Ruffing (5) - Marius Russo (1) - Eddie Smith (1) Łapacze - Bill Dickey (8) - Frankie Hayes (3) - Birdie Tebbetts (1) |  | Wewnątrzpolowi - Rudy York (2) - Bobby Doerr (1) - Cecil Travis (3) - Luke Appling (3) - Joe Cronin (8) - Jimmie Foxx (9) - Joe Gordon (3) - Ken Keltner (2) - Luke Appling (4) - Lou Boudreau (2) Zapolowi - Ted Williams (2) - Joe DiMaggio (6) - Jeff Heath (1) - Roy Cullenbine (1) - Dom DiMaggio (1) - Charlie Keller (2) |  | Menadżer - Del Baker Trenerzy - Merv Shea - Art Fletcher |

| Miotacze - Whit Wyatt (3) - Cy Blanton (2) - Paul Derringer (5) - Carl Hubbell (8) - Claude Passeau (1) - Bucky Walters (4) - Lon Warneke (5) Łapacze - Mickey Owen (1) - Harry Danning (4) - Al Lopez (2) |  | Wewnątrzpolowi - Johnny Mize (4) - Lonny Frey (2) - Stan Hack (3) - Arky Vaughan (8) - Dolph Camilli (2) - Frank McCormick (4) - Billy Herman (8) - Cookie Lavagetto (4) - Eddie Miller (2) Zapolowi - Pete Reiser (1) - Terry Moore (3) - Bill Nicholson (2) - Bob Elliott (1) - Hank Leiber (3) - Joe Medwick (8) - Mel Ott (8) - Enos Slaughter (1) |  | Menadżer - Bill McKechnie Trenerzy - Leo Durocher - Jim Wilson |

- W nawiasie podano liczbę występów w All-Star Game.